# Svetlana Zacharova (atleta)
Svetlana Vladimirovna Zacharova nata Vasil'eva (in russo Светлана Владимировна Захарова (Васильева)?; Atajevo, 15 settembre 1970) è un'ex maratoneta russa.
È moglie di Nikolaj, ex fondista e suo allenatore.

## Biografia
Nata in Ciuvascia, ha vinto parecchie maratone internazionali, tra le quali la Maratona di Honolulu (1997, 2002 e 2009), la Maratona di Chicago (2003) e la Maratona di Boston (2003).
In carriera prese parte a due edizioni dei Giochi olimpici, Atene 2004 (9ª nella maratona) e Pechino 2008 (22ª nella maratona con il tempo di 2:32:16).

## Palmarès
| Anno | Manifestazione             | Sede      | Evento         | Risultato | Prestazione | Note |
| ---- | -------------------------- | --------- | -------------- | --------- | ----------- | ---- |
| 1998 | Mondiali di mezza maratona | Zurigo    | Mezza maratona | 13ª       | 1h11'26"    |      |
| 2001 | Mondiali                   | Edmonton  | Maratona       | Bronzo    | 2h26'18"    |      |
| 2002 | Mondiali di mezza maratona | Bruxelles | Mezza maratona | 13ª       | 1h09'48"    |      |
| 2003 | Mondiali                   | Parigi    | Maratona       | 9ª        | 2h26'53"    |      |
| 2004 | Giochi olimpici            | Atene     | Maratona       | 9ª        | 2h32'04"    |      |
| 2008 | Giochi olimpici            | Pechino   | Maratona       | 22ª       | 2h32'16"    |      |
| 2009 | Mondiali                   | Berlino   | Maratona       | 14ª       | 2h29'55"    |      |

## Altre competizioni internazionali
2003
- Oro alla Maratona di Boston ( Boston) - 2h25'19"